# Jonesboro (Illinois)
Jonesboro település az Amerikai Egyesült Államok Illinois államában, Union megyében, melynek megyeszékhelye is. Lakosainak száma 1711 fő (2020. április 1.).

## Népesség
A település népességének változása:

| 2010 | 1 821 |
| 2020 | 1 711 |